# Michał Sitnik
Michał Sitnik (ur. 15 września 2000) – polski koszykarz, występujący na pozycjach niskiego lub silnego skrzydłowego, mistrz świata U–23 w koszykówce 3x3 (2022), od 2023 zawodnik Śląska Wrocław.
2 czerwca 2021 został zawodnikiem Śląska Wrocław. 8 grudnia 2022 dołączył do pierwszoligowego Górnika Trans.eu Zamek Książ Wałbrzych.

## Osiągnięcia
Stan na 2 maja 2024 na podstawie, o ile nie zaznaczono inaczej.

### Drużynowe
- Uczestnik międzynarodowych rozgrywek:
  - Eurocup (od 2023)
  - Pucharu Alpe-Adria (2022/2023)
- Wicemistrz I ligi (2023)[6]
- Brązowy medalista I ligi (2020)[7]
- 4. miejsce w I lidze (2021)[8]

### Indywidualne
- Zaliczony do I składu mistrzostw Polski juniorów starszych (2020)[9]

### Reprezentacja

#### Młodzieżowe
5x5
- Uczestnik uniwersjady (2023 – 9. miejsce)

3x3
- Mistrz:
  - świata U–23 3x3 (2022)[10]
  - Ligi Narodów FIBA 3x3 U–23 (2021)
- Uczestnik World Urban Games (2019 – 8. miejsce)